# Pandanus exarmatus
Pandanus exarmatus är en enhjärtbladig växtart som beskrevs av Harold St.John. Pandanus exarmatus ingår i släktet Pandanus och familjen Pandanaceae. Inga underarter finns listade.